# Carex feanii
Carex feanii är en halvgräsart som beskrevs av Forest Buffen Harkness Brown. Carex feanii ingår i släktet starrar, och familjen halvgräs.
Artens utbredningsområde är Marquesasöarna. Inga underarter finns listade i Catalogue of Life.